# ギラロン
ギラロン(Girallon)は、テーブルトークRPG『ダンジョンズ&ドラゴンズ』（D&D）に登場するゴリラに似てはいるが4本の腕を持つ魔獣である。血に飢えた猛獣であるギラロンはなわばりに踏み入る者ならば何者であっても見境いなく攻撃する。

## 掲載の経緯
ギラロンはD&D第3版の『モンスターマニュアル』(2000)が初登場で、第3.5版の『モンスターマニュアル』(2003)に再掲載された。
D&D第4版では『モンスターマニュアルⅢ』(2010)に以下の個体が登場している。
- はぐれギラロン／Girallon Marauder
- ギラロンのボス猿／Girallon Alpha
- インファーナル・ギラロン／Infernal Girallon

D&D第5版では『Volo's Guide to Monsters』(2016、邦題『ヴォーロのモンスター見聞録』)に登場している。

## D&D以外のテーブルトークRPG

### パスファインダーRPG
パスファインダーRPGにてギラロンは『Bestiary 1』(2009、未訳)に登場している。

## 肉体的特徴
一般的なギラロンの体長は8フィート(約2.4m)、体重は800ポンド(約360kg)ほどある。2つの分厚い胸部が上下に連なり、それぞれ一対の腕が伸びている。その爪や歯は刃物のように鋭い。全身を白い毛皮で覆われている。
ギラロンが歩く際には下肢と足で四つん這いにして歩く。

## 生態
ギラロンはなわばりに侵入してくる者はたとえ他のギラロンであろうとも攻撃する。その分別なき闘争性ゆえに個体数は決して多くはない。ギラロンは単に食用のみならず、目につく相手を引き裂く虐殺の歓喜に酔いしれる危険な捕食者である。その危険な本能は我が子にも向けられ、意識が芽生えた子供は親に喰われる前になわばりから逃亡しなければならない。そうして親元を離れ漂流するギラロンはなわばり意識がないだけにさらに予測がつかない危険な存在でもある。そうしたギラロンの中から十分に成長し自らのなわばりを確保した個体がボス猿として周辺の諸種族に畏れられるようになる。
ギラロンの属性は第3版では他の動物的本能に従う魔獣と等しく、“真なる中立”であるが、第4版ではより邪悪な性質が加味され、“渾沌にして悪”である。
ギラロンは暗い森や遺跡などに群れで活動している。そこで樹上から、もしく枝間や木の葉の山、藪の陰から鼻先を突き出して獲物が通りかかるのを待つ。ギラロンにはほとんど知性がないが悪知恵はあり、獣道などをこしらえて獲物が通りやすい場所を作る。普通のギラロンはやたらめったら突進し暴れ回るだけだが、ボス猿ほどの賢い個体は樹上から奇襲攻撃をかける。いずれにせよ、ギラロンの生息地は惨劇の跡が生々しく、猟師たちは少しでも血糊が遺っているような場所は避ける。
樹上にいることを好むギラロンだが、巨大な体躯を支える木々が少ないゆえに寝るときは洞窟や遺跡の穴を巣として使う。遺跡探検に来た冒険者がギラロンの餌食になることもままあることである。
そのあまりの残虐性から、ギラロンをデーモンのごとく畏れ崇めている種族もいる。彼らはギラロンの生息地に生肉を献ずることでかろうじて居場所を確保している。彼らの闇の信仰によればギラロンのボス猿は森の霊的な門番であり、部族の老いた狩人は単身ボス猿に戦いを挑み、誇り高い死を賜ろうとする。
ギラロンを飼育するのはとても至難の業だが、ヒル・ジャイアント(丘巨人)やトロル、フォモールといった森林に棲む強大な種族はギラロンをペットや番人として飼育している。ギラロンを従わせるには絶えず折檻し恐怖で支配するしかない。子供のギラロンを飼育するのは成体よりはずっと楽で、邪神グルームシュやベイン、デーモン・プリンスのバフォメットやイーノグフを崇める邪教団や邪悪な魔導師がギラロンを飼おうとする。また、剣闘用の獣として飼われていることも多い。

### インファーナル・ギラロン
インファーナル・ギラロンは魔王メフィストフェレスの部下が、デーモンとデヴィルとの間で永遠に繰り広げられている“流血戦争”の兵器として品種改良したギラロンで、その心身はデヴィルの故郷、九層地獄バートルの炎で包まれている。もちろん、残虐性も他のギラロンを遙かに上回っている。普段はバートル辺りをうろついているが、地獄に近しい遺跡の中には物質界に到来したインファーナル・ギラロンが棲息しているかもしれない。